# Тери Брукс
Тери Брукс (енгл. Terence Dean (Terry) Brooks; Стерлинг, Илиноис, 8. јануар 1944) је амерички писац (по образовању је адвокат) епске фантастике, најпознатији по свом серијалу о Шанари. Пресудни тренутак у његовој књижевној каријери одиграо се прочитао Толкиновог „Господара прстенова“ који га је инспирисао да створи сопствени свет епске фантастике чије је представање започео 1977. године књигом „Мач од Шанаре“. Са том књигом је постигао велики успех и она је била прва књига епске фантастике која је ушла на листу бестселера Њујорк тајмса. Поред серијала од Шанари створио је још два „Реч и Празнина“(енгл. Word & Void) и „Магично краљевство Земљокраја“ (енгл. Magic Kingdom of Landover). Као човека који га је инспирисао на писање поред Толкина, Брукс наводи и Вилијама Фокнера. Постоје индиције да ће неке од његових књига ускоро добити и своју екранизацију.

## Избор из библиографије
Издања на српском
- Мач од Шанаре - прво издање у Србији у дечијој едицији Плава птица у три илустрована тома, 1979, Просвета, Београд
- Виловњачко камење Шанаре, 2016, Вулкан, Београд
- Чаробна песма Шанаре, 2016, Вулкан, Београд
- Деца Армагедона, 2009, Миба букс, Београд
- Вилењаци Синтре, 2009, Миба букс, Београд
- Трчање са демоном, 1999, Поларис, Београд